# Ryska försvarsministeriets flyghaveri i Svarta havet 2016
Ett ryskt militärplan med 92 människor ombord på väg från Ryssland till Syrien havererade i Svarta havet 25 december 2016 klockan 03:25 svensk tid. Planet var en rysktillverkad Tupolev Tu-154 på väg till Latakia i Syrien.

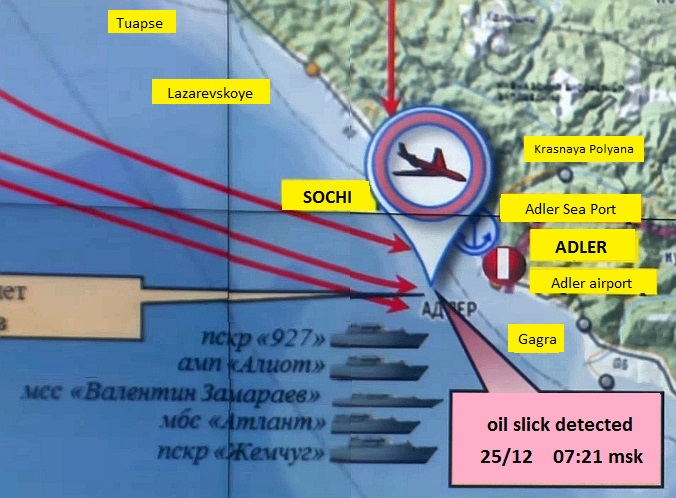
Karta som beskriver olyckan.

Planet kom från Moskva och mellanlandade i Sotji för att tanka. Kort efter starten havererade flygplanet i Svarta havet. Man hittade snabbt platsen där planet havererat. Delarna hittades på 27 meters djup. Vrakdelar från planet, samt tillhörigheter och bagage som tillhörde passagerarna, hittades 1,5 kilometer utanför Sotjis kust. Dagen efter hittades flygets svarta låda,
Rysslands president Vladimir Putin meddelade under olycksdagen att landet skulle hålla en nationell sorgedag 26 december.

## Omkomna
En första passagerarlista offentliggjordes timmar efter olyckan. Bland passagerarna fanns 64 medlemmar ur den ryska försvarsmaktens manskör Aleksandrovkören, inklusive körledaren och dirigenten Valerij Chalilov. Kören, som är en del av Aleksandrov-ensemblen, var på väg till Humaymims flygbas i Syrien för att framföra en nyårskonsert för de ryska trupperna på basen. Dessutom var åtta av passagerarna militärer och nio av var journalister från de ryska tv-kanalerna Pervyj Kanal, Zvezda och  NTV. Bland passagerarna fanns också Jelizaveta Glinka, grundare och chef för välgörenhetsorganisationen Spravedlivaja Pomosjtj samt fyra unga balettdansare. Elva kroppar hittades det första dygnet, men ingen ombord överlevde haveriet.